# Ince János Petrás
Ince János Petrás (în română Inocențiu Ioan Petraș; n. 24 iulie 1813, Faraoani, Bacău, Moldova – d. 6 septembrie 1886, Cleja, Bacău, România) a fost un preot catolic franciscan de origine ceangăiască, culegător al folclorului ceangăilor din Moldova.

## Biografie
Era descendentul unei familii de cantori (diaconi) maghiari din Moldova. Strămoșul familiei, Miháily Petrás, care a venit din comitatul Baranya în 1671 în Moldova, a ținut un jurnal în limba maghiară despre istoria ceangăilor, al cărui manuscris a fost folosit și de parohul Péter Zöld din Delnița pentru redactarea raportului adresat lui Ignațiu Batthyány în 1781. Bunicul lui Ince János, Miháily Petrás (1732-1793) era de profesie diacon. Tatăl său, Ferenc Petrás (1775-1843), tot cântăreț bisericesc la Faraoani, a vorbit, pe lângă limba sa maternă (maghiara), limbile română, latină și italiană. Crucea sa memorială, cu o inscripție în limba maghiară, care se regăsește și astăzi în biserica de lemn din Faraoani, monument istoric din secolul al XVI-lea, a fost realizată de însuși Ince în 1843.
În anul 1829, tatăl său l-a înscris la gimnaziul minorit din Kanta. Aici a terminat noviciatul în 1829-1830, după care a petrecut încă un an la mănăstirea din Nyírbátor a ordinului, unde a urmat studii filologice. În continuare, între 1831 și 1833, a terminat anii I și II de studiu la seminarul teologic din Szeged al minoriților și anii III și IV la seminarul din Eger, între 1833 și 1835. Tot aici a intrat în ordinul minoriților Ia 17 martie 1835 și, după depunerea jurământului de călugăr, a fost hirotonit preot la 17 septembrie 1836.
După transferarea la parohia din Cleja, la vârsta de 73 de ani, a fost jefuit de patru ori, trimițând ulterior mai multe scrisori Societății „Sfântul Ladislau” din Budapesta în care se plângea de sărăcie și boală.
A fost jefuit și a cincea oară pe data de 30 aprilie 1886, suferind răni grave în urma bătăii cu escrocii. Acesta s-a spovedit în ultimele luni de viață parohului minorit din Valea Seacă, P. Petrus Neumann. În 1929, Neumann a povestit evenimentele și lui Pál Péter Domokos, care a evocat relatarea în cartea A moldvai magyarság („Maghiarimea din Moldova”).

## Activitate
Între anii 1837-1838 a activat ca profesor și preot ajutător la Kanta, fiind numit ulterior paroh la Pustiana. S-a întors în Moldova în 26 aprilie 1839.
Parohia de Pustiana deținea mai mult de douăzeci de congregații, aflate la distanțe considerabile și între ele. În primăvara anului 1843 a fost mutat la parohia din Cleja, de care aparțineau aproximativ douăsprezece sate (Cleja de Jos și Cleja de Sus, Buda, Somușca, Valea Mică, Satu Nou, Ciucani, Răcăciuni, Berindești, Fundu Răcăciuni, Capăta și Sascut) și diaspora catolică din câteva sate preponderent românești de religie ortodoxă. Numărul credincioșilor slujiți de Petrás între 1843 și 1886, timp de 43 de ani, a fost de aproximativ 3.500–4.000.
Ince János Petrás este recunoscut de știința etnografiei ca fiind unul dintre primii culegători ai folclorului maghiar, care și-a dedicat activitatea prezentării sistematice a culturii satului ceangăiesc Cleja. În studiile sale a cuprins etnografie și dialectologie, punând bazele abordării științifice autentice a ceangăilor din Moldova, într-o epocă influențată de romantism, prin culegerile de folclor, tratatele și corespondențele sale. A activat pe întreg parcursul vieții în satul natal. În activitatea sa a fost precedat de un alt maghiar, József Viola, medicul personal al domnului Mihail Sturdza.
Acesta s-a remarcat a fi un intelectual devotat ideii naționale civice maghiare, aflate în formare. A cercetat folclorul și dialectul local cât și modul în care cultura populară maghiară din afara Bazinului Carpatic se raportează la întregul culturii naționale.
„Maghiarii stabiliți în Moldova sunt de două feluri: ceangăi și cei refugiați din Transilvania (secui); așezămintele celor dintâi sunt mai mari și mai populate, pe când ale celor din a doua categorie se află risipite printre cele dintâi, formând sate mai mici, fiind refugiați din Ardeal din cauza războaielor, a anilor săraci, a înrolării secuilor sau din alte motive de ordin moral. Ceea ce privește denumirea ceangăilor, stabilirea lor, nu am nici un document, în ciuda cercetărilor mele, deci nu știu nimic precis sau aproape de sigur; nu mă pot pronunța nici asupra faptului că această lipsă de informație cărui fapt i se datorează: vechimii, luptelor sau lipsei de știință. Este de netăgăduit că nici dintre cei 10-20 de școliți de aici nu știu să-și scrie numele, să scrie copiind ceva iară răgaz; totuși denumirile de Dzsidafalva, Tamásfalva, Domafalva, Forrófalva se referă probabil la numele întemeietorilor, ceea ce se mai poate presupune și după numele munților, dealurilor, regiunilor. Dar nu mă pot baza nici pe aceste date, deoarece nu stăpânesc nici un document scris și nici nu voi avea ceva de acest gen. La urmele cumanilor mă pot baza în urma denumirii de Komán a unei văi lungi unde se practică doar cultivarea fânului. Un alt sat este numit Kománfalva [...]. Locul de odinioară a grupului etnic jászok este marcat de denumirea de Jászvásár. Deci nu se poate preciza nici cu aproximație dacă aparțin hunilor, avarilor, din prima ieșire a maghiarilor, cumanilor sau iașilor sau altor grupuri, neamuri migratoare. Este însă adevărat că ei se consideră locuitori foarte vechi pe aceste meleaguri. Și ceea ce se afirmă foarte des este adevărul că ei se consideră deosebiți de secui, despre care se pronunță cu respect, dar cu care nu vor să se amestece. Este demnă de atenție mențiunea că ei conviețuiesc în prietenie cu secuii sosiți, numindu-i în permanență secui, iar pe muierile lor, secuience, dar nu vor să intre în rudenie cu ei. Să fie pomenit obiceiul: o fată ceangău ne vrea să se mărite cu un flăcău secui, mai bine rămâne lângă vatra părintească (unde se retrag copiii și fetele nemăritate atunci când sosește la casă un musafir).”—Ince János Petrás, Petrás, Hargita Kiadóhivatal-Editura Harghita, Csíkszereda-Miercurea Ciuc, 2004, pag. 115

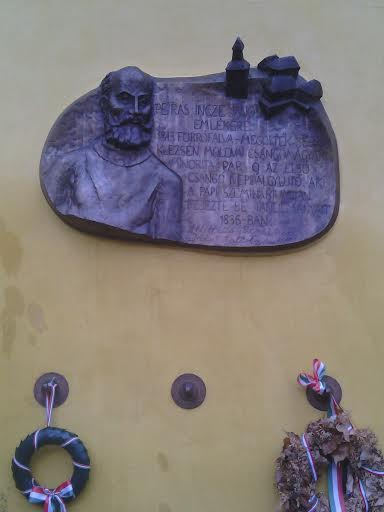
Placă comemorativă în Eger
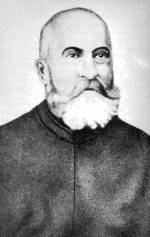
Reprezentare artistică a lui Ince János Petrás